# Auer Weber

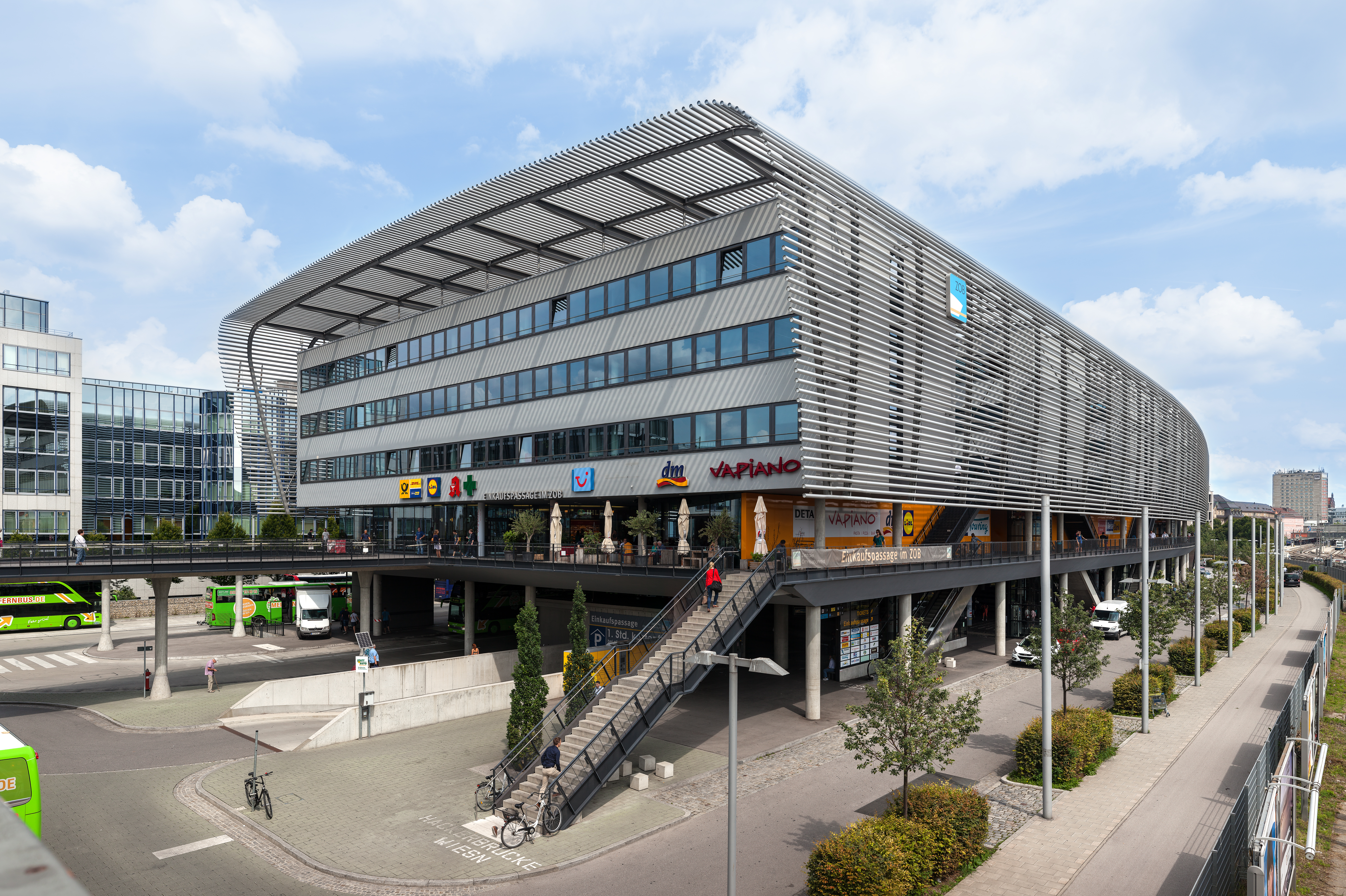
Zentraler Omnibusbahnhof München

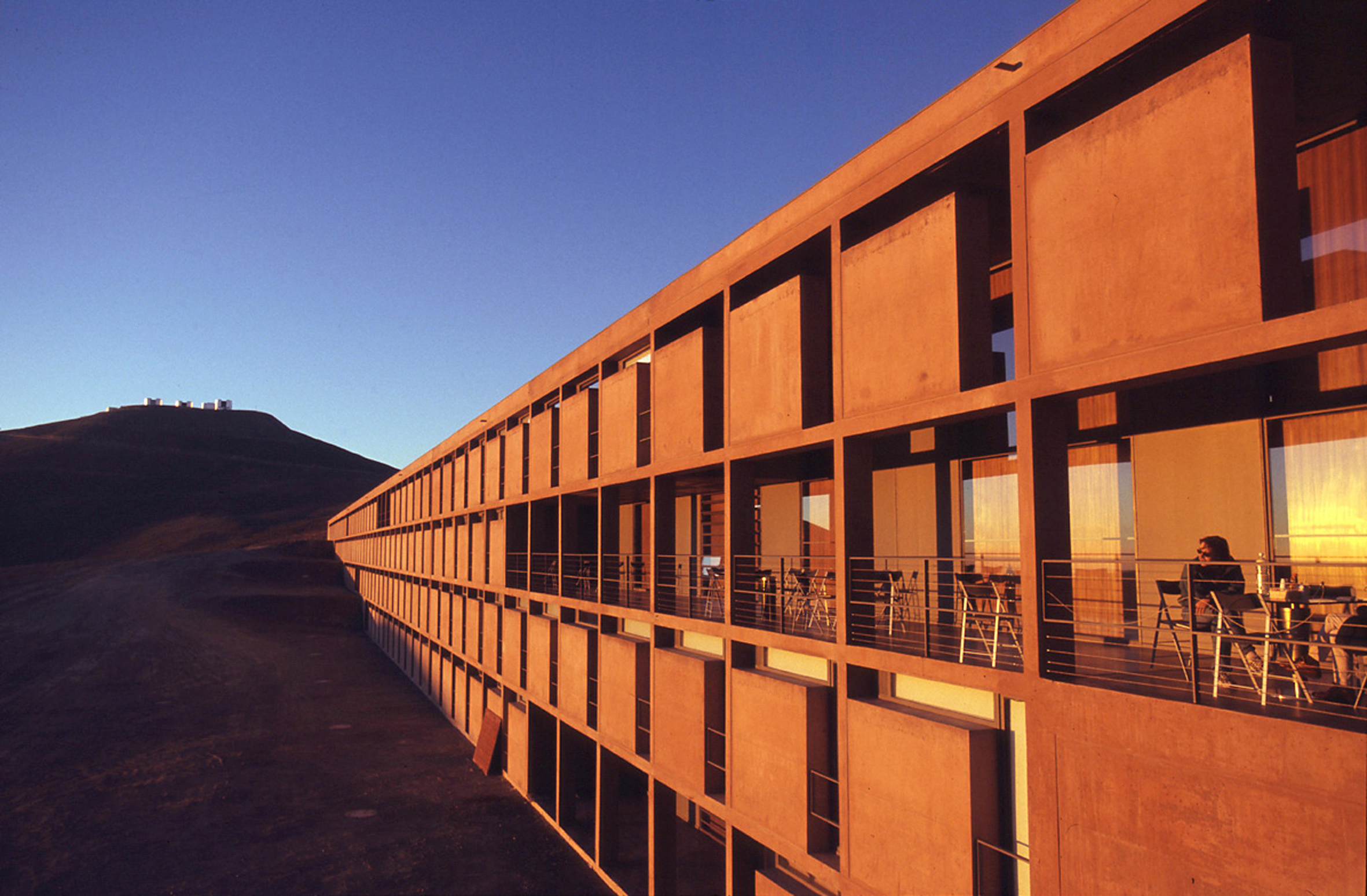
ESO Hotel am Cerro Paranal, Chile

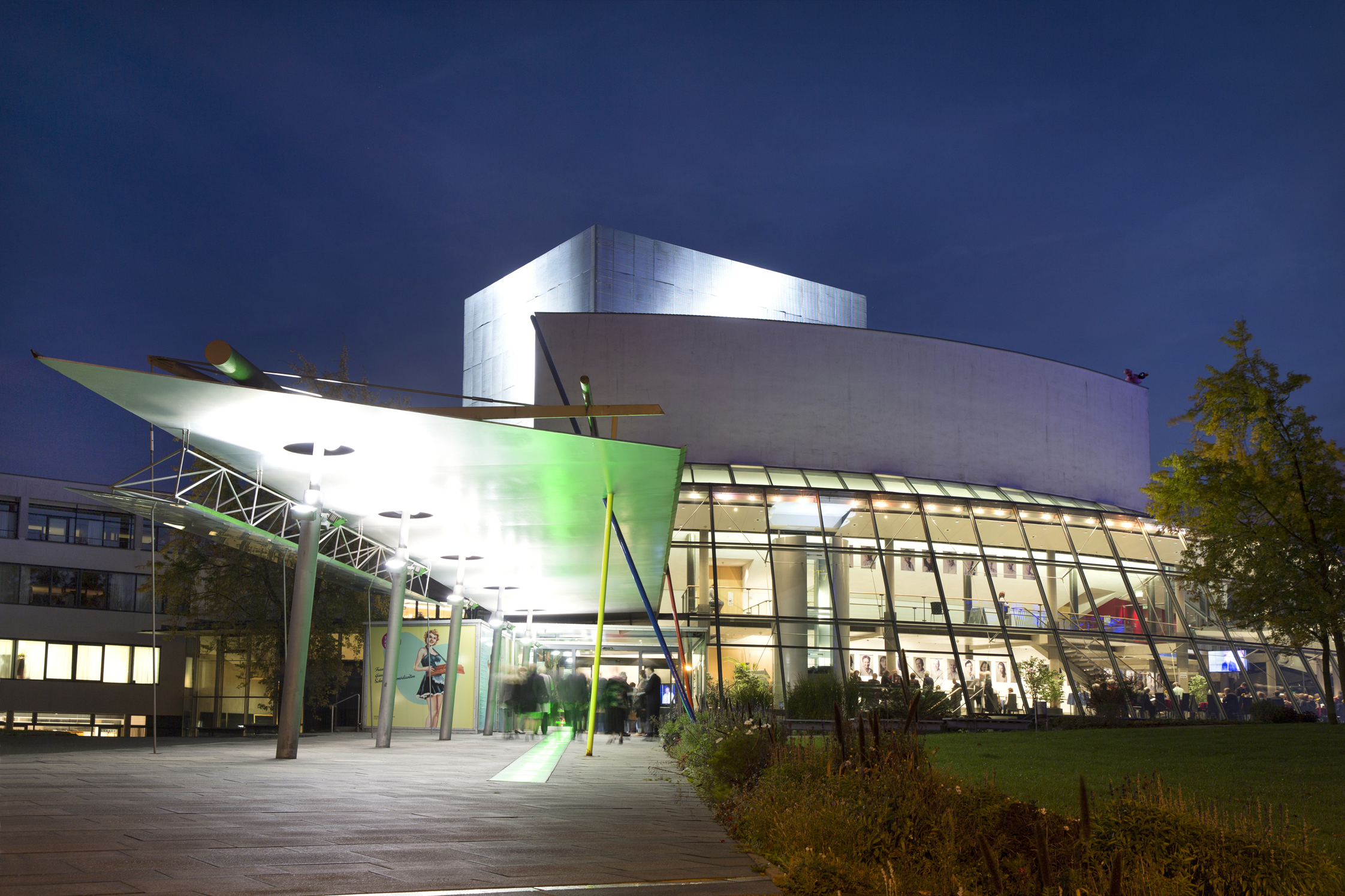
Theater Hof

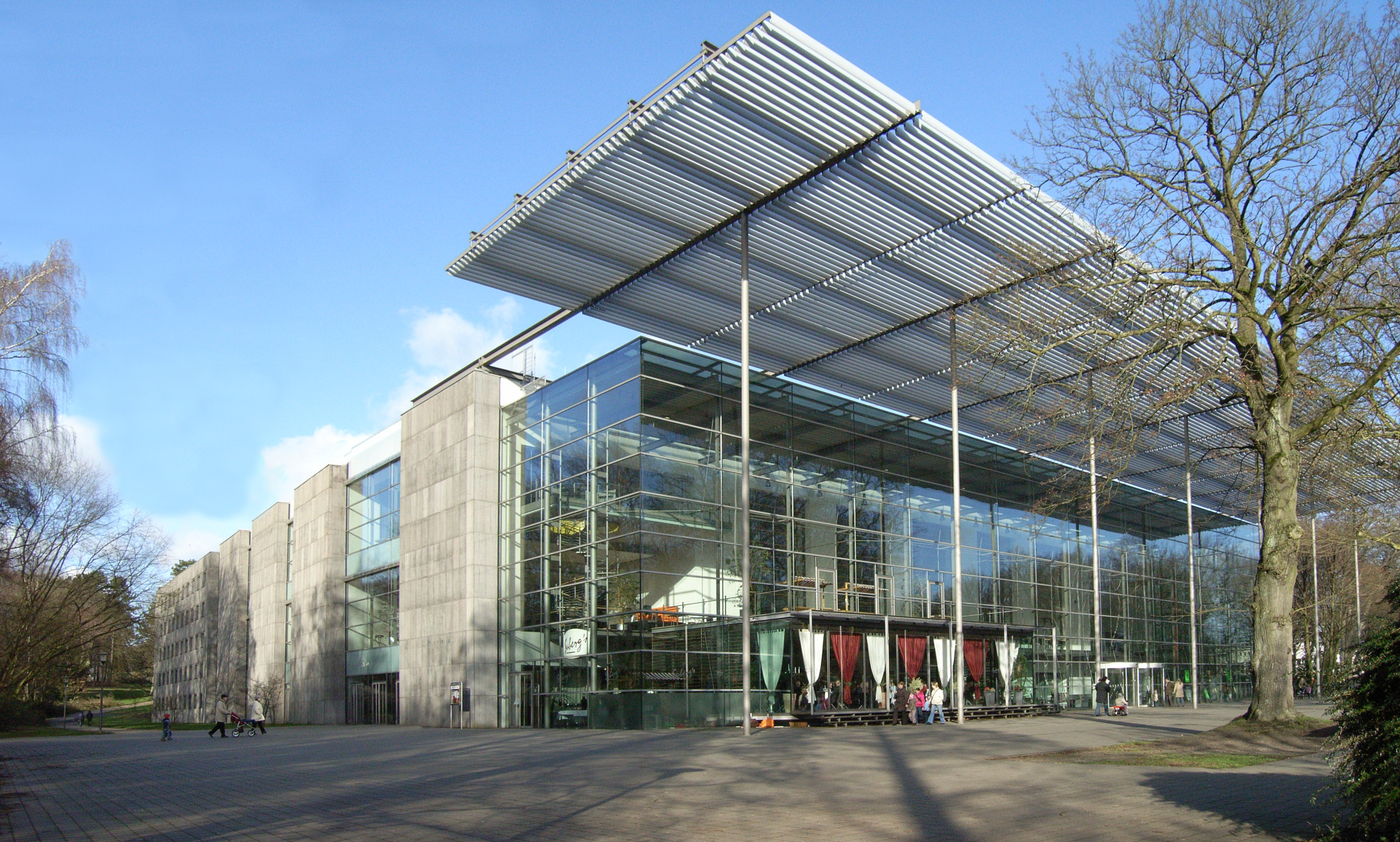
Ruhrfestspielhaus in Recklinghausen

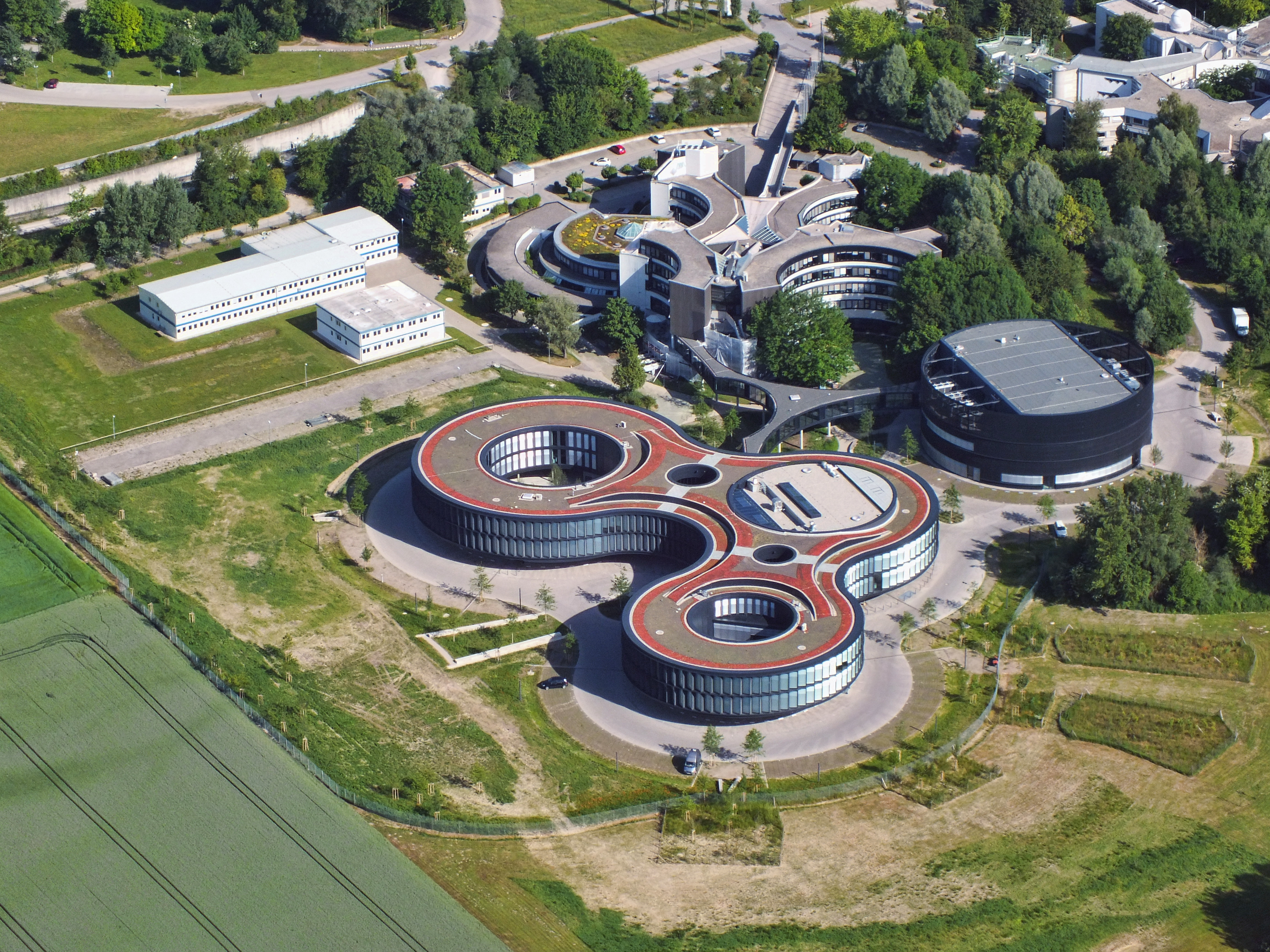
Hauptquartier Europäische Südsternwarte (ESO) in Garching bei München

Auer Weber Assoziierte GmbH  ist ein international tätiges Architekturbüro mit Standorten in Stuttgart und München.

## Geschichte
1980 gründeten Fritz Auer und Carlo Weber die Architektengemeinschaft, zwischenzeitlich wurde auch unter „Auer + Weber + Partner“ und „Auer Weber Architekten“ firmiert. Seit 2006 wird das Büro unter dem Namen „Auer Weber Assoziierte GmbH“ von Moritz Auer, Philipp Auer, Jörn Scholz, Achim Söding und Stephan Suxdorf geführt. Unter „Auer Weber“ bearbeitet es seit 2014 seine Bauvorhaben.

## Profil
Mit rund 150 Mitarbeitende bearbeitet das Büro Projekte unterschiedlichster Größe und Aufgabenstellung vom ersten Entwurf bis zur Fertigstellung. Diese reichen von Bauten für die Gemeinschaft über Bildungs- und Verwaltungsbauten, Sport- und Freizeitstätten bis hin zu großen Infrastrukturprojekten.
Nach Angaben des Büros entwickelt es seine vielfältigen Architekturen aus der intensiven Auseinandersetzung mit den Bauaufgaben und ihrer Entstehungsorte. Der Entwurfsprozess umfasst die Einbeziehung aller an der Konzeption, Realisierung und Nutzung Beteiligten mit dem Ziel der Findung eigenständiger und angemessener Gestaltungsmittel. Im Mittelpunkt der Planungen stehen die Bedarfe der Nutzer bei gleichzeitiger Suche nach einem Mehrwert für die Gesellschaft.
Auer Weber sieht sich als Teil der gesellschaftlichen Entwicklungen und legt sein Augenmerk auf bestandserhaltende, ressourcenschonende und zirkuläre Bauprozesse. Dabei setzt das Büro auf eine 3D-Planung und eine Projektabwicklung nach der BIM-Methodik.
In seiner über 40-jährigen Bürogeschichte blickt das Planungsbüro auf rund 100 Auszeichnungen zurück, darunter zwei Deutsche Architekturpreise, ein DAM-Preis und mehr als vierzig von dem BDA und den Architektenkammern prämierte Projekte.

## Bauten und Entwürfe
Aktuell plant das Büro den Neubau des Hauptbahnhofs in München. Im Bereich Museumsbau führt Auer Weber die Generalsanierung und Erweiterung des Gebäudekomplexes des Münchner Stadtmuseums durch. Basierend auf einen Masterplan, der 2013 von Auer Weber entwickelt wurde, entstand in Heilbronn ein neuer Bildungscampus. Bis heute realisiert das Büro auf dieser Grundlage insgesamt 9 Bauwerke auf dem Gelände. Aktuell in Bau befindet sich das Innovationszentrum Campus Founders. Unter den bereits fertiggestellten Projekten zählt unter anderem auch die Mensa, die 2023 die Hugo-Häring-Auszeichnung erhielt. Für die Erweiterung des Landratsamts Starnberg erhielt das Büro 2023 den DAM Preis. Im Wettbewerbsbeitrag von 1982 definierten Auer Weber die Grundzüge des Landratsamtes Starnberg. 1985 bis 1987 wurde das Bestandsgebäude errichtet und 1989 mit dem Deutschen Architekturpreis ausgezeichnet. 2019 wurde das „Stade nautique Olympique d’Île-de-France“ als erste Sportstätte der Olympischen und Paralympischen Sommerspiele 2024 eingeweiht. Auer Weber realisierte 2019 die Campusmitte des Bildungscampus Freiham. Die Sanierung und Erweiterung des Gebäudekomplexes des Bundesministerium der Verteidigung in Berlin stellte Auer Weber im Jahre 2017 fertig. 
Der Fertigstellung des Umbaus der Hauptstelle der Kreissparkasse Göppingen erfolgte im Jahre 2014. 2010 wurden neben den Bauten im Botanischen Garten Chenshan, Shanghai, auch die LUXUN Hochschule für Bildende Kunst auf dem Campus Dalian in China fertiggestellt. In Luxemburg eröffnete im Frühjahr das Sport- und Freizeitzentrum Belair. 2009 wurde der Omnibusbahnhof München und die LfA Förderbank Bayern in München fertiggestellt. Das Seminargebäude auf Gut Siggen wurde 2007 eingeweiht; zwei Jahre zuvor wurde der zweite Bauabschnitt des Zentrums der SolarCity in Linz und die Fachoberschule in Friedberg fertiggestellt, ebenso wie der Umbau des Ausstellungsgebäudes Brühlsche Terrasse, eines Teils des Lipsius-Baus in Dresden. 2003 errichtete das Büro die Universitätsbibliothek der Otto-von-Guericke-Universität Magdeburg und das Max-Planck-Institut für Biophysik in Frankfurt a. M. Das ESO Hotel am Cerro Paranal in Chile, erstellt 2002, war unter anderem Schauplatz des James-Bond-Films Ein Quantum Trost. Im Jahre 2001 erbaute das Architekturbüro das Prisma Haus in Frankfurt (Main)-Niederrad.
In den 90er Jahren wurden das Amazonienhaus im Tierpark Wilhelma Stuttgart (1999) fertig, das Zeppelin Carré, Stuttgart neugestaltet und das Casino und Mensa der Offizierschule des Heeres in Dresden, sowie das Ruhrfestspielhaus in Recklinghausen errichtet (1998). Wichtige Projekte sind außerdem die Stadthalle und Bibliothek im Ortszentrum Germering (1995), das Altenwohn- und Pflegeheim in Lemgo (1994), das Theater Hof (Saale) (auch 1994) und die Volière im Tierpark Wilhelma Stuttgart (1993). Im Jahr 1992 erbaute das Büro das Subzentrum des Flughafens München (Verwaltungsgebäude der FMG, Kantine, Küche, Mehrzweckhalle, Fußgängersteg und Bahnsteigüberdachung); ein Jahr davor wurde das Landratsamt Schwarzwald-Baar-Kreis, Villingen-Schwenningen fertiggestellt.
Projekte in den 1980er Jahren waren unter anderem das Landratsamt Starnberg (1987) und das Kurgastzentrum in Bad Salzuflen.

## Auszeichnungen (Auszug)
- 1989: BDA-Preis Bayern und Deutscher Architekturpreis für Landratsamt Starnberg
- 1991: Fritz-Schumacher-Preis
- 1991: Kritikerpreis für Architektur, Pavillon der Bundesrepublik Deutschland Weltausstellung EXPO ´92 in Sevilla
- 1993: 2. Preis – Verzinkerpreis für Architektur und Metallgestaltung für Cafe im Gewächshaus
- 1994: Hugo-Häring-Preis für Verwaltungsgebäude der Stadtwerke Reutlingen
- 1995: Auszeichnung – Deutscher Architekturpreis für Theater Hof
- 2001: Deutscher Architekturpreis, Ruhrfestspielhaus, Recklinghausen
- 2001: 2. Preis – Verzinkerpreis für Architektur und Metallgestaltung für Kurmittelhaus, Bad Brambach
- 2004: LEAF Awards – Kategorie “New Build” und “Overall”, ESO Hotel am Cerro Paranal, Chile
- 2005: IOC/IAKS Award, Silbermedaille, Sporthalle Realschule Aurain, Bietigheim-Bissingen
- 2005: IOC/IAKS Award, Silbermedaille, Sporthalle im Sportpark Ulm-Nord
- 2005: Leaf Awards – Kategorie “Best Environmentally Sustainable Project”, Zentrum solarCity Linz, Österreich
- 2006: Dedalo Minosse Prize (Special Prize), Zentrum solarCity Linz, Österreich
- 2007: Deutscher Architekturpreis BDA, Anerkennung, Ausstellungsgebäude Brühlsche Terrasse Dresden
- 2008: Preis für Stadtbildpflege der Stadt München, Alter Hof 5-6, München
- 2011: BDA-Preis Schleswig-Holstein, Seminargebäude Gut Siggen, Ostholstein
- 2011: Dedalo Minosse Prize (Special Prize), Zentraler Omnibusbahnhof München[10]
- 2013: 3. Preis – Verzinkerpreis für Architektur und Metallgestaltung für Technisches Betriebszentrum der Landeshauptstadt München
- 2023: DAM Preis für Architektur in Deutschland für Erweiterung Landratsamt, Starnberg
- 2023: Hugo-Häring-Auszeichnung für die Mensa, Bildungscampus Heilbronn

## Vorträge
- 2004: Kunstverein Ingolstadt[11]